# Вендетта (фильм, 1919)
«Вендетта» (нем. Vendetta) — немецкий немой кинофильм 1919 года, мелодрама.

## Сюжет
Антонио, брат корсиканки Марианны Паоли, погибает на дуэли от руки неизвестного офицера-англичанина. Марианна клянется отомстить. Работая в госпитале, она влюбляется в красивого молодого британца Эдвина Алкотта, сочетается с ним браком, но затем понимает, что именно он убил её брата и стал целью её вендетты.

## Интересные факты
- В некоторых источниках режиссура фильма приписывается Эрнсту Любичу, однако на самом деле картину снял Георг Якоби.

## В ролях
- Пола Негри — Марианна Паоли
- Гарри Лидтке — Эдвин Алкотт
- Эмиль Яннингс — Томассо